# زبان‌های افغانستان

توزیع جغرافیایی زبان‌های افغانستان که براساس بیشترین گویشور در هر ولسوالی (شهرستان) افغانستان را نشان می‌دهد. اطلس جمهوری دموکراتیک افغانستان ۱۹۵۸: دری پشتو ازبکی ترکمنی بلوچی نورستانی پشه ای

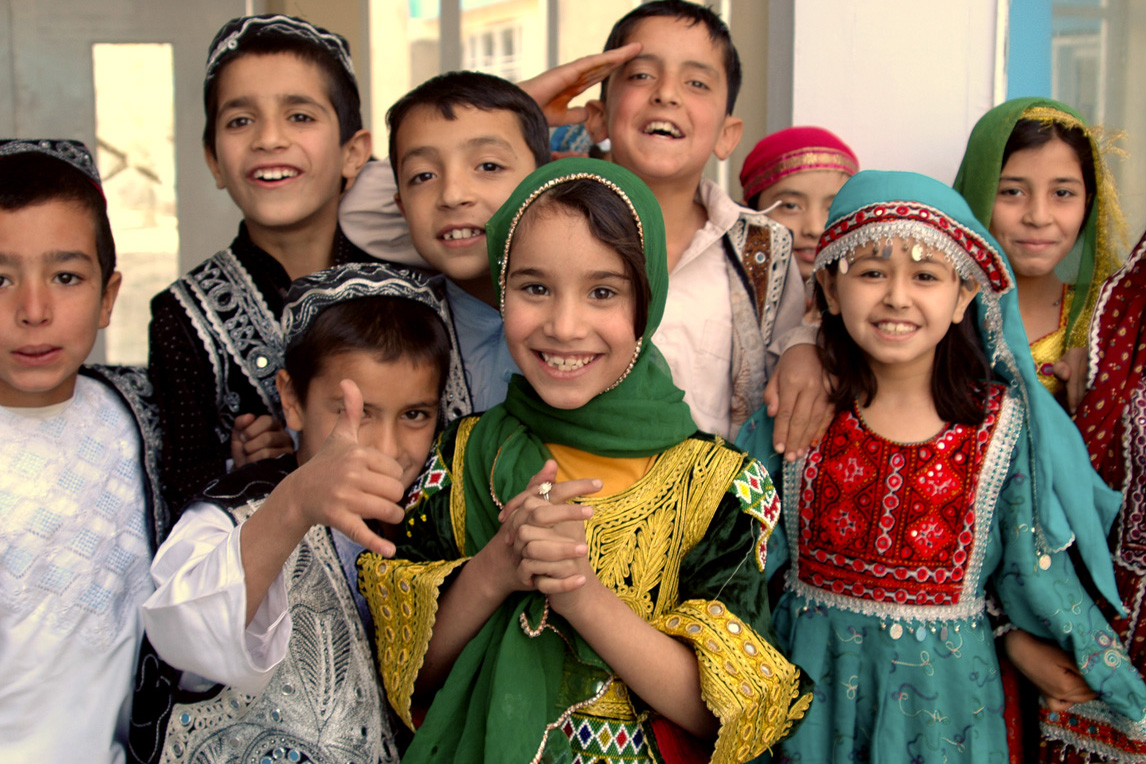
بیشتر افغانستانی‌ها دوزبانه هستند.

در برآورد تازه‌ای که در سال ۲۰۱۷ سازمان سیا به صورت پیمایشی انجام داده‌است و از شهروندان دو زبان اول را مورد پرسش قرار داده‌است، زبان دری زبان مورد استفادهٔ ۸۶ درصد مردم معرفی شده‌است. همچنین زبان پشتو ۴۸ درصد، زبان ازبکی ۱۱ درصد، زبان انگلیسی ۶ درصد، زبان ترکمنی ۳ درصد، زبان اردو ۳ درصد، زبان پشه‌ای ۱ درصد، زبان نورستانی ۱ درصد، زبان عربی ۱ درصد و زبان بلوچی ۱ درصد اعلام شده‌است. طبیعی است که مجموع درصدهای ذکر شده از ۱۰۰ بیشتر می‌باشد زیرا مناطق زیادی در افغانستان دو زبانه هستند.
افغانستان از دیرباز گذرگاه و محل برخورد و آمیزش قوم‌های گوناگون بوده‌است. تجمع تشکل‌های نژادی-قومی در این سرزمین، شکل ویژه‌ای به ساختار اجتماعی، فرهنگی و سیاسی آن داده‌است. این اقوام اغلب به زبان‌ها و گویش‌های زبان‌های آریايي سخن می‌گویند و اقلیتی نیز به زبان‌های ترکی، مغولی، زبان‌های دراویدی و زبان‌های سامی صحبت می‌کنند. شمار زیادی از زبان اقلیت‌ها مانند زبان‌های مغولی و ترکی که در گذشته در افغانستان مورد استفاده برخی از گویشوران بوده، به کلی نابود شده‌است و گویشوران آن‌ها در حال حاضر به زبان‌های دیگر سخن می‌گویند.
دو زبان اصلی مردم افغانستان دری و پشتو، هر دو از شاخهٔ هندوایرانی خانوادهٔ هندواروپایی و زیرگروه زبان‌های آريايي است و در قانون اساسی جدید افغانستان نیز، هر دوی این زبان‌های رایج، به عنوان زبان‌های رسمی پذیرفته شده‌است. بیش از نیمی از مردم افغانستان دری زبان هستند، در حالی‌که کمتر از ۴۲ درصد به زبان پشتو تسلط دارند، ولی همه به زبان دری آشنایی دارند. جمعیت به زبان دری، از گروه غربی زبان‌های آريايی سخن می‌گویند. . اغلب پشتو زبانان در افغانستان، به خوبی زبان دری را می‌دانند ولی برعکس آن صادق نیست. زبان دری زبان اول یا دوم ۸۶درصد مردم افغانستان است.
در زبان پشتو، بیشتر عناصر بومی واژگان زبان پشتو مربوط به زبان‌های ایرانی شرقی است. با این حال، تعداد قابل توجهی واژگان منحصر به زبان پشتو است. پس از قرن هفتم میلادی وام‌واژه‌های زیادی از زبان هندوستانی گرفته‌است و واژه‌های زبان عربی نیز از راه زبان دری و زبان اردو وارد آن شده‌است. به آن زبان افغانی نیز می‌گویند. گویشوران آن قوم پشتون می‌باشند که در پاکستان، افغانستان و هندوستان زندگی می‌کنند.

## زبان رسمی
در دورهٔ محمد نادرشاه و دودمان وی (۱۳۰۸–۱۳۵۷خ. /۱۹۲۹–۱۹۷۸م) گروه‌هایی در درون و بیرون دولت افغانستان کوشش کردند که زبان دری را در اداره، نظام آموزشی و فرهنگی کشور در موقعیت فرودست قرار بدهند. در همین راستا دولت محمد ظاهرشاه (۱۳۱۲–۱۳۵۲خ. / ۱۹۳۳–۱۹۷۳م)، در سال‌های آغازین دههٔ ۱۳۴۰ خورشیدی نام زبان را از فارسی به دری تغییر داد و آن را به همین نام در قانون اساسی ۱۳۴۳خ. / ۱۹۶۴م. کشور درج کرد. گروه‌هایی در پی این تغییر نام، ادعای جدایی و متمایز بودن زبان دری از فارسی را کردند، در حالی‌که فارسی و دری بر پایهٔ متن‌های کهن زبان فارسی و نظریه‌های زبان‌شناسان نام‌های یک زبان واحد است.
بدین ترتیب گروه‌هایی که در پی پاره‌پاره و محدود کردن و به انزوا کشیدن زبان فارسی هستند، در گام نخست مدعی می‌شوند که زبان فارسی، دری و تاجیکی زبان‌های جدا و متمایز از هم هستند. این گروه‌ها فارسی را از آن ایران و دری را از آن افغانستان و تاجیکی را از آن تاجیکستان می‌دانند و کوشش می‌کنند که این «نگرش» را با اندیشه‌پردازی‌های سیاسی «تئوریزه» کنند. در گام دوم این گروه‌ها مدعی می‌شوند که این واژه دری است و آن واژه فارسی است و بیگانه. با این ترفند واژه‌های غیرفارسی را بر زبان فارسی‌دری تحمیل می‌کنند. به‌گونهٔ نمونه: به نظر این گروه‌ها واژه‌های «دانشگاه»، «دانشکده» و «دانشجو» دری نیستند، بلکه فارسی هستند و شناسنامه‌ای ایرانی دارند، بنابرین کاربرد آن در زبان دری (افغانستان) «مجاز» نیست.
نمونه همین نامگذاری در مجموعه زبان های ترکی هم دیده می شود.
«پشتون» ها از نظر جمعیت، از برخی دیگر از اقوام افغانستان پرشمارتر هستند، اما از نظر زبانی در اقلیت مطلق به سر می‌برند و اقوام اصلی «هزاره»، «تاجیک» و «ایماق» در این کشور به زبان فارسی حرف می‌زنند و اغلب «ازبک» های افغانستان هم با وجود ترک‌تبار بودن، به دری سخن می‌گویند، اما سرود ملی این کشور به زبان «پشتو» است.
زبان پشتو در اصل جزیی از زبان‌های ایرانی است. قواعد آواشناسی نشان می‌دهد که واژهٔ پشتو شکل دیگرگون‌شده‌ای از همان واژهٔ پَرْسَوا (به معنی پارسی) است.
نخستین دولت مستقل افغانی یعنی امپراتوری درانی در سال ۱۷۴۷ تشکیل گردید، اما زبان افغانی (پشتو) فقط درسال ۱۹۳۶ حیثیت زبان رسمی دولتی را کسب کرد. قواعد نوشتاری و ادبی زبان افغانی در میانهٔ سدهٔ شانزدهم بنیانگذاری شد ولی به علل گوناگون روند ایجاد قواعد ادبی زبان پشتو تا هم‌اکنون تکمیل نشده‌است. در سال ۱۹۶۴ وقتی زبان فارسی به زبان دری تغییر نام یافت، زبان پشتو به عنوان زبان رسمی دوباره مورد تأکید قرار گرفت.
نخبگان افغان از هر دو زبان دری و پشتو استفاده می‌کنند و زبان دری را نمادی از تربیت فرهنگی و تکامل می‌دانند. ظاهرشاه (شاه افغانستان طی سال‌های ۱۹۳۳ تا ۱۹۷۳) بعد از پدرش محمد نادر شاه و همانند او تصمیم گرفت که مقامات باید هر دو زبان دری و پشتو را مطالعه و مورد استفاده قرار دهند. در سال ۱۹۳۶ یعنی سه سال بعد از آغاز سلطنت خود، طی یک حکم شرعی سلطنتی زبان پشتو را زبان رسمی افغانستان اعلام کرد با وجود این که اغلب خانوادهٔ سلطنتی و بوروکرات‌ها که اغلب پشتون بودند، دری صحبت می‌کردند. جو ضدایرانی و ضدشیعی القا شده توسط انگلیس به حاکمان وقت افغانستان، سبب این تصمیم بود.

## دسته‌بندی
گویشوران زبان فارسی در افغانستان، مردمان تاجیک، هزاره، ایماق، قزلباش، سادات، عرب، و جوگی هستند که عمدتاً در مناطق شرقی، شمالی، غربی، و مرکزی کشور زیست می‌کنند. زبان دری در نگارش‌های رسمی دولتی افغانستان با نام «زبان دری» یاد می‌شود، مردم افغانستان در زبان گفتاری، زبان خود را با نام «دری» می‌شناسند. لهجه‌های مختلفی از زبان فارسی در افغانستان متداول است، از جمله هزارگی، هراتی، کابلی و … گویش فارسی متداول در هرات، بادغیس و فراه که تحت نام لهجهٔ هراتی شناخته می‌شوند، به گویش فارسی‌زبانان شمال‌شرق ایران شباهت زیادی دارد و با گویش مرزنشینان ایران تقریباً یکی است. این گویش با گویش‌های رایج در استان‌های خراسان ایران در یک رده‌بندی قرار می‌گیرند. لهجه‌های شرق افغانستان از جمله لهجهٔ بدخشی با لهجه‌های فارسی تاجیکستان شباهت دارد.
پشتو، زبان رسمی دیگر افغانستان از شاخهٔ ایرانی شمال‌شرقی است. گویشوران آن قوم پشتون می‌باشند و در افغانستان و پاکستان زندگی می‌کنند. زبان پشتو در نواحی جنوبی و شرقی کشور افغانستان و قسمت شمال‌غربی پاکستان متداول است. گروهی از پشتوزبانان در بلوچستان و در چیترال و کشمیر و در کنار مرزهای ایران و افغانستان سکونت دارند. هر چند زبان‌های دری و عربی در این زبان نفوذ یافته، پشتو بسیاری از خصوصیات اصیل زبان‌های ایرانی را حفظ کرده و خود لهجه‌های مختلف دارد مانند وزیری، اَفریدی، پیشاوری، قندهاری، غلزایی، بنوچی و غیره. طبق آخرین آمارهای بین‌المللی زبان‌های افغانستان به شرح زیر است؛ «۵۲٪ دری زبان، ۳۷٪ پشتو زبان، ۲٪ ترکمنی، ۹٪ ازبکی، ۲٪ بقیه زبان‌ها».
زبان‌های ایرانی دیگر افغانستان، زبان‌های پامیری هستند که در فلات پامیر در مسیر درهٔ پنج (آب پنج)، به خصوص در ولایت خودمختار کوهستان بدخشان در جمهوری تاجیکستان و نیز در استان بدخشان افغانستان رواج دارند. این زبان‌ها به پنج گروه تقسیم می‌شوند:
1. گروه شُغنی-روشانی، با حدود ۱۰۰ هزار گویشور، شامل:
  1. شُغنی یا شُغنانی در شهر خاروغ و نواحی شُغنان، راشت‌قلعه، بَرواز و روستای بَجو در ناحیهٔ روشان (گونهٔ بَجوی)، و در طول شاه‌درّه و درهٔ غُند (گونت) در تاجیکستان و نیز در ساحل غربی رود پنج در افغانستان؛
  2. روشانی، روشنی یا روشنایی در دو سوی رود پنج در ناحیهٔ روشان در مجاورت نواحی شغنی زبان و نیز در درهٔ خوف در تاجیکستان (گونهٔ خوفی) و نیز در ناحیهٔ روشان در بدخشان افغانستان؛
  3. بَرتَنگی در مسیر درهٔ بَرتَنگ در ناحیهٔ روشان تاجیکستان؛
  4. رُشُروی یا اُرُشُری در مسیر رودهای مُرغاب و گودره در شمال نواحی برتنگی زبان در تاجیکستان؛
  5. سَریکُلی، سَریقُلی یا سَرِقولی در ایالت سین‌کیانگ چین در شرق سلسله جبال سَریگُل با ۳ گونهٔ تاشقورغانی، وَچینی و برونگسالی.
2. گروه یَرغُلامی، در جنوب شرقی تاجیکستان در درهٔ رود یَزغُلام که از شاخابه‌های سمت راست رود پنج است، با حدود ۳ هزار گویشور.
3. گروه اِشکاشمی ـ زیباکی ـ سنگلیچی، شامل:
  1. اشکاشمی در درهٔ اِشکاشم در جنوب تاجیکستان با حدود ۱۲۰۰ گویشور، اما بیشتر در افغانستان در ناحیه‌ای که رود پنج به سوی شمال می‌پیچد و نیز در سرچشمه‌های رودوَردوج؛
  2. زیباکی در سرچشمه‌های رود وردوج در افغانستان؛
  3. سنگلیچی در درهٔ سنگلیچ در سرچشمه‌های رود وردوج.
4. گروه وَخی یا وَخانی در گذرگاه وَخان در میان پامیر و هندوکش در مسیر شمالی رود پنج در تاجیکستان و افغانستان، نیز در ناحیهٔ چیترال در ایالت جامو و کشمیر پاکستان و نیز در ایالت سین کیانگ چین، جمعاً دارای حدود ۳۹هزار گویشور.
5. گروه وَنجی، که اکنون مرده‌است، اما ساکنان درهٔ رود وَنج، مسیر یکی از شاخابه‌های سمت راست رود پنج، تا اوایل سدهٔ ۲۰ م. و پیش از پذیرش زبان تاجیکی بدان تکلم می‌کردند.

دوزبانه بودن در بین مردم افغانستان به نسبت معمول است و پیوستگی زبان به گروه قومی خاص همیشه آشکار نیست. برخی از غیر پشتون‌ها، به عنوان مثال، به پشتو سخن می‌گویند، در حالی که تعداد زیادی از پشتون‌ها، به ویژه در مناطق شهری، یکی از لهجه‌های دری را قبول کرده‌اند.
زبان‌های هندواروپایی دیگر افغانستان، که توسط گروه‌های کوچک‌تر قومی کاربرد می‌شوند، شامل زبان‌های داردی غربی (پشه‌ای)، نورستانی یا کافری، بلوچی، و تعدادی از زبان‌های هندی هستند که گویشوران آن‌ها عمدتاً در دره‌های دورافتاده در شمال‌شرق این کشور زندگی می‌کنند. گویشوران زبان‌های ترکی‌تبار، که شاخه‌ای از زبان‌های آلتایی هستند، مردمان ازبک‌ها و ترکمن هستند که از آخرین مهاجران تازه‌واردی می‌باشند که از استپ‌های آسیای مرکزی به مناطق شمالی افغانستان مهاجرت کرده‌اند. زبان‌های تُرکی‌تبار شامل زبان‌های اُزبکی، ترکمنی و قرقیزی است که آخری در نقاط دوردست شمال‌شرقی کاربرد می‌شود. در افغانستان همچنین گروه‌های بسیار کوچک گویشور زبان‌های دراویدی وجود دارد که در مناطق دوردست جنوبی کشور ساکن هستند.

## نمای کلی
آمار دقیقی از ترکیب و اندازهٔ قومیتی افغانستان به علت انجام نشدن یک سرشماری نظام‌مند در دسترسی نیست. ولی تخمین‌ها از ترکیب قومیتی افغانستان به این گونه است:
| زبان             | کتاب حقایق جهان سی‌آی‌ای (۲۰۱۰) بایگانی‌شده در ۱۳ مه ۲۰۰۹ توسط Wayback Machine/کتابخانه کنگره آمریکا (۲۰۰۸) |
| ---------------- | --- |
| دری              | ۴۸–۵۲٪                                                                                                   |
| پشتو             | ۳۵٪ |
| ازبکی و ترکمنی   | ۱۱٪ |
| ۳۰ زبان‌های اقلیت | ۴٪ |

بر پایهٔ نظرسنجی که در سال ۲۰۰۶ از میان ۶٬۲۲۶ نفر از شهروندان افغانستان به صورت تصادفی صورت گرفت، دریزبان اول ۴۹٪ از پرسش‌شوندگان بود، در حالی‌که ۳۷٪ دری را زبان دوم خود می‌دانستند. ۴۲٪ توانایی خواندن دری را داشتند. پشتو زبان اول ۴۰٪ از پرسش‌شوندگان بود. همچنین ۲۸٪ می‌توانستند پشتون را به عنوان زبان دوم صحبت کنند. ۳۳٪ نیز توانایی خواندن پشتون را داشتند. ازبکی زبان اول ۹٪ و زبان دوم ۶٪ بود. ترکمنی نیز زبان اول ۲٪ و زبان دوم ۳٪ بود. ۸٪ انگلیسی و ۷٪ اردو را می‌توانستند صحبت کنند.
در نظرسنجی دیگری به نام افغانستان کجا ایستاده‌است در میان سال‌های (۲۰۰۴ تا ۲۰۰۹) ۳۹–۵۱٪ از پرسش‌شوندگان توانایی خواندن دری را داشتند در حالی که ۲۹–۴۳٪ توانایی خواندن پشتون را داشتند. ۶۶–۷۱٪ از مردم پرس‌شونده دری و ۲۹–۳۲٪ پشتون را ترجیح دادند. نظرسنجی در طول این مدت هر سال یکبار انجام گرفت که در نتیجه طیف وسیعی از پاسخ‌ها را شامل شد.

## زبان دری
زبان دری رایج در این کشور عمدتاً دری است. این گونهٔ زبانی در نگارش‌های رسمی دولتی افغانستان با نام «زبان دری» یاد می‌شود، ولی مردم افغانستان در زبان گفتاری، زبان خود را با نام دری می‌شناسند. دری و پشتو در افغانستان دو زبان رسمی در کل کشور هستند. اخیراً دولت افغانستان قانون‌هایی برای پالایش زبان دری در افغانستان گذاشته‌است. همچنین گاه جنجال‌هایی بر سر استفاده از برخی واژه‌ها مانند دانشگاه و پارلمان و خیابان پیش آمده‌است. همچنین دیدگاه‌های متفاوتی دربارهٔ آسیب‌شناسی زبان دری در افغانستان وجود دارد.

## تقسیم‌بندی زبان‌های افغانستان بر پایهٔ خانوادهٔ زبانی
زبان آریانی (ایرانی)
زبان دری رایج در این کشور عمدتاً دری است. این گونهٔ زبانی در نگارش‌های رسمی دولتی افغانستان با نام «زبان دری» یاد می‌شود، ولی مردم افغانستان در زبان گفتاری، زبان خود را با نام دری می‌شناسند. دری و پشتو در افغانستان دو زبان رسمی در کل کشور هستند. اخیراً دولت افغانستان قانون‌هایی برای پالایش زبان دری در افغانستان گذاشته‌است. همچنین گاه جنجال‌هایی بر سر استفاده از برخی واژه‌ها مانند «دانشگاه» و «پارلمان» پیش آمده‌است. همچنین دیدگاه‌های متفاوتی دربارهٔ آسیب‌شناسی زبان دری در افغانستان وجود دارد.

### دسته‌بندی زبان‌های افغانستان

#### زبان‌های آریانی (ایرانی غربی)
1. دری: این زبان در مناطق غربی، شمالی‌شرقی مناطق مرکزی و در اکثر نقاط افغانستان مروج و مردم تاجیک، هزاره، ایماق، قزلباش و هراتی با آن تکلم می‌نمایند. به علاوه زبان دری از گذشته‌های دور در افغانستان زبان رسمی بوده و به این دلیل اکثر مردم افغانستان قادر به تکلم این زبان هستند.
2. پشتو: این زبان در میان مردم پشتون در جنوب و جنوب‌شرقی افغانستان رواج دارد و یکی از دو زبان رسمی افغانستان است.
3. بلوچی: به شکل قبیلوی در مرو واقع (شمال افغانستان) و در مناطق جنوبی هلمند نیمروز قندهار میان یک‌تعداد مردم مروج است.
4. کردی: باشندگان میان سرحد افغانستان و ایران و مردم غوریان با این زبان صحبت می‌کنند. مردم کردتبار منطقهٔ خراسان بنا به منابع تاریخی نوادگان کردهایی هستند که در زمان شاه عباس صفوی از منطقهٔ شرقی آناتولی به این نواحی برای نگاهداری از مرزهای شمالی و شرقی ایران از حملات بی‌امان ازبکان، مغولان و تاتارها به خراسان بزرگ کوچانده شدند و بنا به روایتی دیگر شاه عباس آن‌ها را به خاطر تضعیف سرکشی خان‌های کرمانجی کوچاند.
5. برکی اورمری یا ارموری: دربرکی برک لوگر: در یک منطقه از ولایت لوگر با آن تکلم صورت می‌گیرد ولی ساحهٔ آن روز به روز محدود شده و از رواج افتاده‌است.

۷. پریا: زبان مردم تاجیک‌اند که در لغمان زندگی دارند دارای ۳۰۰ گوینده می‌باشد.
۸. زرگری:بنام زبان‌های رومانی یا بالکان یاد می‌گردد در شمال افغانستان متکلمانی دارد.

#### زبانپامیری(ایرانی شرقی)
این زبان‌ها از زبان‌های ایرانی زیر شاخهٔ جنوب‌شرقی بوده و به کوهستانی نیز شهرت دارد.
1. مُنجی و بدغه: در منطقهٔ مُنجان (میان نورستان و بدخشان) و چترال مروج است.
2. واخی :با این زبان در مناطق شمال‌شرقی یعنی واخان تکلم می‌شود.
3. سریکلی: مردم شمال واخان افغانستان با آن صحبت می‌نمایند.
4. اشکاشمی: مردمان شرق بدخشان و غرب واخان و مردم کناره‌های دریای آمو با آن تکلم می‌نمایند.
5. سنگلیچی: مردم مناطق سنگلیچ واستکول که در شمال سنجان واقع‌اند با این زبان حرف می‌زنند.
6. زیباکی: در نزدیکی سنگلیچ رواج دارد.
7. شغنی یزغلامی: مردمان شمال و شمال غرب اشکاشم با آن تکلم می‌نمایند.
8. روشانی و گویش ارشیری: این زبان در کنار شرقی بدخشان و سواحل دریای آمو مروج بوده مردم با آن گفت‌وگو می‌کنند.

#### زبان‌های نورستانی
۱. نورستانی (کاتی) که ۸۵ درصد گویندگان نورستان را شامل می‌شود و سه زبان دیگر که عبارت اند از:
1. زبان کلشه‌اِلا یا وایگلی
2. زبان پرسونی
3. زبان اشکونی

که پنج درصد گویندگان آن سرزمین را در بر میگیرد.
۱. وایگلی: مردم درهٔ نورستان. باشندگان اطراف دریای وایگل و در شرق تا دریای کنر با این زبان صحبت می‌نمایند. ۲٬۰۰۰ گوینده دارد. دارای لهجهٔ کلاش اله می‌باشد.
۲. اشکونی: ساحهٔ این زبان در نورستان میان مناطق کتنی و وایگلی موقعیت دارد. در سال ۱۹۹۴ میلادی دو هزار گوینده داشت.
۳. پرسونی یا واسیویری: در شمال نورستان و کناره‌های دریای پرسن مردم با آن صحبت می‌نمایند. ۲٬۰۰۰ گوینده دارد.
۴. پارونی: در نورستان مرکزی
۵. تری‌گامی یا گامبیری ۱٬۰۰۰ گوینده دارد.
۶. زمیاکی: ۵۰۰ گوینده دارد.
۷. کالاشی و کهواری: در مناطق شرق نورستان با آن تکلم صورت می‌گیرد.

#### زبان داردی
1. پشه‌ای: ساحهٔ این زبان از گلبهار و کوهستان آغاز تا تگاب، نجراب، لغمان و درهٔ نور گسترش دارد.
2. گالمی: در کوهای سواد کنار دریای پنجکوره و کنرهار زندگی دارند.

۳. پراچی: ۶٬۰۰۰ گوینده در کشور دارد. محلان در شتل غچولان و درهٔ بچغان به این زبان صحبت می‌نمایند.
۴. شمشتی، شومهشتی یا شومهشت، (Shumashti): گویندگان این زبان ۱٬۰۰۰ (۱۹۹۴) نفر بوده مردمان کنار دریای کنر بین درهٔ پیچ و جلال به این زبان صحبت می‌کنند.
۵. زبان داملی (Dameli): مردمان درهٔ دامیل کنار دریای ارندوی دو طرف سرحد خط دیورند جنوب ولسوالی چترال به این زبان تکلم می‌نمایند. گویندگان این زبان حدود ۵٬۰۰۰ نفر می‌باشد.
۶. گوارباتی: زبان مردم ارندوی نورستان است که حدود ۸ یا ۹ قریه بوده، دارای ۱۴٬۰۰۰ نفوس می‌باشد. در دره‌های چترال ارندو و کنار دریای کنر جنوب ارندو زندگانی دارند.
1. نان گالمی
2. گرنگالی
3. زبان کوهستانی

#### زبان‌های هندوآریایی
1. تیراهی: گسترهٔ این زبان در قسمت‌های غربی درهٔ خیبر ودکه محدود می‌شود که به مناطق پشتوزبان می‌پیوندد.
2. لهندا: گویش ملتانی است که یک تعداد مردمان هندی در قندهار با آن گفت‌وگو می‌نمایند.
3. سندی: باشندگان هندو در ولایت قندهار با آن تکلم می‌نمایند.
4. پنجابی: این زبان میان هندوها در کابل، غزنی، لوگر، جلال‌آباد، ترینکوت و مناطق دیگر رواج دارد.
5. جاگاتی: زبان یکی از طایفهٔ جت است در شمال افغانستان.
6. اردو: هندی‌های اقوام بانیا، برهمن، انصاری و چنگر شهر کابل با این زبان آشنایی کامل دارند.
7. سرایکی: زبان هندوان آروره افغانستان می‌باشد.
8. گوجاری راجستانی: زبان مردمان گوجار افغانستان می‌باشد.
9. داماری: زبان یکی از طایفه جت دامار می‌باشد.

#### زبان‌های ترکی‌تبار
شماری از زبان‌ها، مانند زبان‌های مغولی و ترکی که در گذشته در افغانستان مورد استفادهٔ برخی از گویشوران بوده، به کلی نابود شده‌است و گویشوران آن‌ها در حال حاضر به زبان‌های دیگر سخن می‌گویند.
1. ازبکی: به‌طور عموم در بعضی ولایات شمالی کشور با این زبان گفت‌وگو می‌شود.
2. قزاقی: در مناطق مختلف شمالی افغانستان و در قلعهٔ نو بادغیس رواج دارد.
3. قرقیزی: در بعضی حصه‌های ولایات شمالی و شمال‌شرقی با این زبان سخن گفته می‌شود.
4. سرتی و یاترنچی: در بعضی نقاط افغانستان و به خصوص مردم میان چین و افغانستان با آن گفت‌وگو می‌نمایند.
5. ترکمنی: در شمال‌غرب افغانستان تا سرحد هرات این زبان مروج است.
6. قره‌قالپاقی: مردمان قره‌قالپاقی شمال افغانستان با این زبان گفت‌وگو می‌نمایند.

#### زبان‌های هندوکشی یا هندوکویی
۱. زبان هندکی زبان آریانا قدیم‌اند. مردمان چون مصلی، وانگ والا، شادی باز، جلالی، پیکراغ، گوتانا و شیخ محمدی به این زبان گفت‌وگو می‌نمایند.

#### زبان‌های سامی‌تبار
۱. عربی: در ولایت بلخ در کنار بوینه قره مردم دو قریه با آن صحبت می‌کنند.

#### دراویدی
۱. براهویی: مردم کویتهٔ بلوچستان، مستونگ و قسمت‌های جنوبی ولایت هلمند با آن تکلم می‌نمایند.

#### مغولی
۱. مغولی: در چند محلهٔ محدود ولایت هرات مردم با آن تکلم می‌نمایند.

#### زبان‌های دیگر تحقیق ناشده
۱. زبان‌های دیگر افغانستان، سریاکی؛ دیف، کالمی، ساوی، قپچاقی، قارلقی، اویغوری، و وردوجی‌اند.

## وضعیت امروزی زبان‌های محلی در افغانستان
وزارت اطلاعات و فرهنگ افغانستان در سال ۱۳۸۷ (برابر با ۲۰۰۹ میلادی) از خطر نابودی بعضی زبان‌های بومی در این کشور خبر می‌دهد. در حال حاضر مردم افغانستان به بیش از ۳۰ زبان بومی سخن می‌گویند. نجیب‌الله منلی، مشاور وزیر اطلاعات و فرهنگ افغانستان می‌گوید زبان‌های پامیری در بدخشان در شمال‌شرق این کشور و اویغوری در لوگر در جنوب‌شرق کابل از شمار زبان‌های در معرض خطر است. زبان‌هایی بومی که در مناطق دوردست افغانستان کاربرد محدودتری دارند، با وضعیت متفاوت تر از زبان‌های پشتو و دری مواجه هستند. بسیاری از این زبان‌ها هنوز الفبا ندارند و گویشوران شماری از این زبان‌ها از حروف زبان‌های دری و پشتو استفاده می‌کنند. قانون اساسی افغانستان زبان‌های دری و پشتو را زبان‌های رسمی خوانده و همچنین ۶ زبان دیگر، از جمله ازبکی، ترکمنی، پشه ای، نورستانی، بلوچی و پامیری را در مناطقی که بیشتر مردم به آن‌ها سخن می‌گویند به عنوان زبان سوم رسمی شناخته‌است. برخی کارشناسان می‌گویند کارهایی که تا اکنون در مورد بسیاری از زبان‌های بومی در افغانستان انجام شده، در حدی نیست که از نابودی تدریجی این زبان‌ها به گونه مؤثر جلوگیری کند. به نظر بسیاری از زبان‌شناسان، اگر برای جلوگیری از نابودی زبان‌های بومی که در افغانستان در معرض خطر قرار گرفته‌اند، برنامه‌های مؤثری روی دست گرفته نشود، ممکن است تا چند سال دیگر نابود شوند. شماری از زبان‌ها، مانند زبان‌های مغولی و ترکی که در گذشته در افغانستان مورد استفاده برخی از گویشوران بوده، به کلی نابود شده‌است و گویشوران آن‌ها در حال حاضر به زبان‌های دیگر سخن می‌گویند.